# Valløby
Valløby is een plaats in de Deense regio Seeland, gemeente Stevns. De plaats telt 727 inwoners (2008).